# Sala Monferrato
Sala Monferrato (piemontiul: La Sala vagy Sala Monfrà) település Olaszországban, Piemont régióban, Alessandria megyében. Lakosainak száma 332 fő (2023. január 1.). Sala Monferrato Cereseto, Ottiglio, Ozzano Monferrato, Treville és Cella Monte községekkel határos.

## Népesség
A település lakossága az elmúlt években az alábbi módon változott:
| Lakosok száma | 351  | 341  | 332  |
|               | 2017 | 2018 | 2023 |